# 죽부인

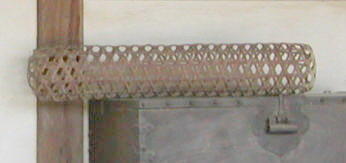
죽부인

죽부인(竹夫人, bamboo wife)은 대나무를 속이 비도록 엮어서 사람의 몸과 비슷한 크기로 만든 침구의 일종이다. 잘 마른 대를 쪼개어 엮어 만들며, 길이는 대략 넉자 반, 지름은 한아름 정도이다. 만들 때 끈이나 못을 사용하지 않았는데 이는 안고 잘 때 몸을 찌르는 것이 있어서는 안되기 때문이다.
죽부인에서 죽은 대나무를 뜻하고 부인은 신랑의 부인을 뜻한다. 과거 대한민국 이외에 중국, 일본에서도 사용하였고, 인도네시아 등 동남아에서도 사용하였으나, 현대에 와서 선풍기 등 냉방기구의 발달로 잘 사용하지 않게 되었다.
네덜란드령 인도네시아에서 일하던 네덜란드인 무역업자로부터 처음 유럽에 알려졌기 때문에 영어권 지역에서는 "Dutch wife"라고도 부른다. 죽부인은 대나무 줄기를 직접 손으로 휘어 만든다.

## 같이 보기
- 대나무